# Кузнецов, Фёдор Иванович
Фёдор Иванович Кузнецов (1919—2001) — полковник Советской Армии, участник Великой Отечественной войны, Герой Советского Союза (1990).

## Биография
Фёдор Кузнецов родился 27 июня 1919 года в деревне Лужки (ныне — Вязниковский район Владимирской области). После окончания семилетней школы и льнотехникума работал мастером на фабрике в Вязниках. В 1940 году Кузнецов был призван на службу в Рабоче-крестьянскую Красную Армию. В 1941 году он окончил Бердичевское пехотное училище, в 1942 году — Высшую спецшколу Генерального штаба. С ноября того же года — на фронтах Великой Отечественной войны. Участвовал в Курской битве, освобождении Белорусской ССР и Польши, боях в Германии.
К марту 1945 года майор Фёдор Кузнецов был начальником разведки 186-й стрелковой дивизии 65-й армии 2-го Белорусского фронта. Отличился во время штурма Данцига. 25—28 марта 1945 года Кузнецов вместе с разведротой уничтожил 2 артиллерийских орудия, 4 грузовика, несколько паровозов и вагонов, а также большое количество солдат и офицеров противника. Также около 100 солдат и офицеров вермахта было взято в плен, освобождено более 1 тысячи граждан СССР. Во главе группы Кузнецов водрузил над данцигской ратушей Красное Знамя, а затем вышел к побережью Балтийского моря и корректировал огонь артиллерии и авиации. За эти заслуги он был представлен к званию Героя Советского Союза, но представление реализовано не было.
16-20 апреля 1945 года Кузнецов во главе разведгруппы переправился через два рукава Одера и захватил плацдарм на его западном берегу, после чего удерживал его до подхода основных сил. За эти заслуги он повторно был представлен к званию Героя Советского Союза, но второе представление также не было реализовано.
8 мая 1945 года Кузнецов получил тяжёлое ранение. После окончания войны он продолжил службу в Советской Армии. Участвовал в Корейской войне. В 1957 году Кузнецов окончил Центральные бронетанковые курсы усовершенствования командного состава. В 1976 году в звании полковника он был уволен в запас. Проживал в Минске, до выхода на пенсию работал директором студенческого городка Белорусского технологического института.
Умер 8 мая 2001 года.

## Награды
Указом Президента СССР от 4 октября 1990 года за «мужество и героизм, проявленные в борьбе с немецко-фашистскими захватчиками в Великой Отечественной войне 1941—1945 годов» полковник в отставке Фёдор Кузнецов был удостоен высокого звания Героя Советского Союза с вручением ордена Ленина и медали «Золотая Звезда».
Был награждён двумя орденами Ленина, тремя орденами Красного Знамени, орденами Отечественной войны I и IIй степеней, двумя орденами Красной Звезды, рядом медалей и иностранных наград.
15 апреля 1999 года Указом Президента Республики Беларусь был награждён Орденом «За службу Родине» III степени.